# Euploea magnifica
Euploea magnifica är en fjärilsart som beskrevs av Butler 1874. Euploea magnifica ingår i släktet Euploea och familjen praktfjärilar. Inga underarter finns listade i Catalogue of Life.